# Reynold Carrington
Reynold Carrington (Point Fortin, 27 gennaio 1970) è un ex calciatore trinidadiano, di ruolo centrocampista.

## Carriera

### Nazionale
Ha debuttato in nazionale nel 1995. Ha partecipato, con la nazionale, alla CONCACAF Gold Cup 2002.

## Palmarès

### Club

#### Competizioni nazionali
- Campionato trinidadiano di calcio: 3

W Connection: 2000, 2001, 2005
- Coppa di Trinidad e Tobago: 3

W Connection: 1999, 2000, 2002
- Coppa di Lega di Trinidad e Tobago: 3

W Connection: 2001, 2004, 2005
- Trinidad e Tobago Classic: 1

W Connection: 2005
- Trinidad e Tobago Pro Bowl: 1

W Connection: 2004

#### Competizioni internazionali
- CFU Club Championship: 2

W Connection: 2001, 2002